# Copelatus speciosus
Copelatus speciosus är en skalbaggsart som beskrevs av Régimbart 1892. Copelatus speciosus ingår i släktet Copelatus och familjen dykare. Inga underarter finns listade i Catalogue of Life.